# Port lotniczy Loei
Port lotniczy Loei (IATA: LOE, ICAO: VTUL) – port lotniczy położony w Loei, w prowincji Loei, w Tajlandii.